# Acochlidiidae
Acochlidiidae Küthe, 1935 è una famiglia di molluschi gasteropodi eterobranchi del superordine Acochlidiimorpha.

## Tassonomia
La famiglia comprende sette specie in tre generi:
- Acochlidium Strubell, 1892
  - Acochlidium amboinense Strubell, 1892
  - Acochlidium bayerfehlmanni Wawra, 1980
  - Acochlidium fijiense Haynes & Kenchington, 1991
- Palliohedyle Rankin, 1979
  - Palliohedyle sutteri (Wawra, 1979)
  - Palliohedyle weberi (Bergh, 1895)
- Strubellia Odhner, 1937
  - Strubellia paradoxa (Strubell, 1892)
  - Strubellia wawrai Brenzinger, Neusser, Jörger & Schrödl, 2011